# Max de Crinis
Maximinus „Max“ Friedrich Alexander de Crinis (* 29. Mai 1889 in Ehrenhausen, Steiermark; † 2. Mai 1945 in Stahnsdorf bei Berlin) war ein österreichischer Psychiater und Neurologe. Im NS-Staat war er Ordinarius und Direktor der Universitätsnervenklinik Köln sowie der Psychiatrischen- und Nervenklinik der Charité in Berlin. Er war SS-Standartenführer und als Ministerialreferent für medizinische Fachfragen im Amt Wissenschaft des Reichsministeriums für Wissenschaft, Erziehung und Volksbildung an der Vorbereitung und Durchführung der NS-Krankenmorde beteiligt.

## Leben und Wirken

### Herkunft und Studium
Max de Crinis wurde am 29. Mai 1889 als Sohn des Arztes Alexander „Alex“ de Crinis (1849–1912) und dessen Frau Maria, geb. Bullmann (1859–1929), in Ehrenhausen geboren und am 5. Juni 1889 auf den Namen Maximinus Friedrich Alexander getauft. Die Familie seines Vaters war seit 1640 in der Steiermark ansässig; die seiner Mutter stammt aus Altweilnau im Taunus. De Crinis besuchte von 1895 bis 1899 die Volksschule in seinem Geburtsort und von 1899 bis 1907 das k.k. II. Staatsgymnasium in Graz. Der als ehrgeizig und fleißig beschriebene de Crinis trat 1907 von der Katholischen zur Evangelischen Kirche über.
De Crinis studierte in Graz und Innsbruck Medizin wie sein Vater. 1908 wurde er Mitglied des Corps Joannea. 1912 wurde er in Graz zum Dr. med. promoviert. Für eine neurologisch-psychiatrische Ausbildung verblieb er als Assistent an der dortigen Universitätsnervenklinik. Im Ersten Weltkrieg wurde er am 29. Jänner 1916 Landsturmassistenzarzt und psychiatrischer Sachverständiger am Militärgericht in Graz. Besonders widmete er sich der Erforschung von Kriegsneurosen. 1916 heiratete de Crinis die ein Jahr jüngere Schauspielerin Lili Anna Szikora (1890–1945). Er hatte einen Sohn, Xandi de Crinis (1929–1963).

### Beruflicher Werdegang
Am 1. Mai 1918 wurde de Crinis zum Oberarzt ernannt. 1920 habilitierte er sich mit einer Arbeit über Die Beteiligung der humoralen Lebensvorgänge des menschlichen Organismus am epileptischen Anfall. Ende Oktober erhielt er seine Habilitationsurkunde. Seine Ernennung zum außerordentlichen Professor für Psychiatrie und Neuropathologie in Graz erfolgte am 30. Juli 1924, die Berufung zum Ordinarius 1927.

### Politische Orientierung
Im Bereich der südöstlichen deutschen Sprachgrenze des österreichisch-ungarischen Vielvölkerstaates aufgewachsen, war de Crinis ausgeprägt deutschnational eingestellt. Schon während seiner Studienzeit hatte er sich einer deutschnationalen Korporation angeschlossen. Nach Ende des Ersten Weltkrieges betätigte er sich in der Großdeutschen Volkspartei, die sich der Bildung eines großdeutschen Reiches verschrieben hatte. Er war 1918 in einem Freikorps und gehörte auch dem Steirischen Heimatschutz an, der die Abtrennung der Untersteiermark von Nachkriegsösterreich bekämpfte. 1927 schloss diese Bewegung eine erste Kampfgemeinschaft mit der österreichischen NSDAP.
Zum 21. Dezember 1931 trat der antisemitisch gesinnte de Crinis der NSDAP bei (Mitgliedsnummer 688.247). Seine politischen Aktivitäten führten am 22. Mai 1934 zu seiner Verhaftung. Nach dem Putsch der Nationalsozialisten in Österreich und der Ermordung des Bundeskanzlers Engelbert Dollfuß am 25. Juli 1934 floh de Crinis nach Deutschland.

### Direktor der Psychiatrischen Universitätsnervenklinik Köln
In Köln wurde er als Ordinarius für Psychiatrie und Neurologie als Nachfolger des als Jude entlassenen Gustav Aschaffenburg eingestellt und mit Berufungsurkunde vom 9. Oktober 1934 rückwirkend zum Direktor der Psychiatrischen Universitätsnervenklinik ernannt. Verbunden mit seiner Ernennung zu einem preußischen Beamten war der Erwerb der preußischen Staats- und damit auch der deutschen Reichsangehörigkeit. Seine Berufung nach Köln wurde vom Reichsministerium für Wissenschaft, Erziehung und Volksbildung gegen das Votum der Fakultät durchgesetzt. Diese hatte Defizite in der wissenschaftlichen Praxis von de Crinis auf dem Gebiet der Psychiatrie geltend gemacht, die als Schwerpunkt der zu besetzenden Stelle galt. Ministerialrat Daniel Achelis setzte sich in einem Schreiben vom 6. Juli 1937 mit folgendem Argument darüber hinweg und schlug ihn für die Neubesetzung vor:

„De Crienies [sic] sei Nationalsozialist und habe aus diesem Grunde seinen Lehrstuhl in Graz verloren. Seine Bedeutung als Wissenschaftler sei ausreichend für einen psychiatrischen Lehrstuhl.“

### Wissenschaftliche Aktivitäten
Als Klinikdirektor und Ordinarius konnte sich de Crinis erstmals auch in Deutschland durch seine rassenhygienischen und eugenischen Aktivitäten profilieren. Die Dozentenschaft der Kölner Universität führte er ab November 1934 bis zu seinem Wechsel nach Berlin 1938. In der 1935 gegründeten Gesellschaft Deutscher Neurologen und Psychiater fungierte er als Beirat. Für das Erbgesundheitsgericht Köln war er gutachterlich tätig.
Seine wissenschaftliche Karriere setzte de Crinis durch histopathologische und histochemische Arbeiten fort. Eine Abhandlung über die Anatomie der Hörrinde publizierte er 1934. Bekannt wurde er aber auch durch die Entwicklung einer besonderen Form der Hirnzellenfixierung. Hirnpunktionen, die er später im Zusammenhang mit seinen Forschungen über Hirntumore vornahm, können als „fragwürdige Menschenversuche“ gesehen werden. De Crinis war auch beteiligt an einem von der Deutschen Forschungsgemeinschaft finanzierten Projekt zum biologischen Nachweis der innersekretorischen Störungen bei Schizophrenie. Geisteskrankheiten führte er nach seiner These auf Eiweißzerfallstoxikosen zurück. Seit 1940 befasste sich de Crinis auch mit dem menschlichen Gesichtsausdruck. Auf dem Gebiet der Neuropathologie, Neurophysiologie, Neurologie und Psychiatrie publizierte er insgesamt 60 wissenschaftliche Arbeiten.

### Mitgliedschaft in der SS
In die SS (SS-Nummer 276.171) trat de Crinis am 18. Februar 1936 als Untersturmführer ein. Am 20. April 1937 wurde er zum SS-Obersturmführer, am 11. September 1938 zum SS-Hauptsturmführer befördert. SS-Standartenführer wurde er November 1943.
De Crinis hatte enge Kontakte zum Sicherheitsdienst der SS (SD) und war mit Reinhard Heydrich, dem Chef und Walter Schellenberg als dem Leiter des Amtes IV E (Abwehr) des Reichssicherheitshauptamtes befreundet. Letzterer beschreibt ihn in seinen Erinnerungen als „väterlichen Freund“, in dessen Haus er „wie ein Sohn verkehrte“. Er sei „eine große, vornehme Erscheinung, politisch versiert und von beachtlicher Allgemeinbildung“ gewesen. Als Person seines Vertrauens bezog Schellenberg de Crinis auch in das als Venlo-Zwischenfall bekannte Unternehmen ein, bei dem er am 29. Oktober 1939 Schellenberg nach Holland begleitete.

### Im Dienst der Wehrmacht und Waffen-SS
Als beratender Psychiater war de Crinis bereits ab 1937 beim Wehrkreisarzt III aktiv. Für den Mob-Fall wurde auch der Umgang mit den zu erwartenden Opfern wie Kriegszitterern, Hysterikern und Neurotikern, aber auch mit Kriegsdienstverweigerern und Homosexuellen besprochen. In Berlin betätigte er sich 1939 als beratender Armeepsychiater.
Für seine besonderen Verdienste für die Wehrmacht wurde de Crinis am 1. Februar 1941 zum Oberfeldarzt und zum 1. Dezember 1942 „gemäß Erlaß des Oberbefehlshabers des Heeres“ zum Oberstarzt ernannt. 1939 erhielt er das Eiserne Kreuz II. und I. Klasse sowie 1941 die Medaille für deutsche Volkspflege. Im Jahr 1943 wurde er zum Mitglied der Gelehrtenakademie Leopoldina gewählt.
Ab Oktober 1944 wurde de Crinis zum obersten beratenden Heerespsychiater bestellt und leitete das Institut für Allgemeine Psychiatrie und Wehrpsychologie der Militärärztlichen Akademie. Als beratender Psychiater war er auch beim Heeressanitäts-Inspekteur (als Nachfolger von Oberstarzt Otto Wuth) und für die Waffen-SS bereits ab 1942 tätig.

### Ordinarius und Direktor der Psychiatrischen- und Nervenklinik der Charité in Berlin
Mit der Emeritierung von Karl Bonhoeffer 1938 wurden das Ordinariat und die Direktion der Psychiatrischen- und Nervenklinik der Charité in Berlin frei. Bonhoeffer war es nicht gelungen, seine Nachfolge rechtzeitig durch Präsentation eines konsensfähigen Kandidaten zu regeln. Fakultät und Ministerium hatten hierzu unterschiedliche Vorstellungen. Ebenso wie Bonhoeffer äußerte sich auch die Fakultät negativ zu einer Kandidatur de Crinis’. Der Dekan und Direktor der I. Medizinischen Universitätsklinik der Charité, Richard Siebeck, sprach sich gegenüber dem Ministerium wie folgt aus:

„Seiner vorbildlichen Persönlichkeit und seinem politischen Einsatz entsprechen offenbar nicht seine Leistungen auf dem Gebiet der Psychiatrie. Er hat sich überwiegend mit physiologisch-chemischen und rein hirnanatomischen Untersuchungen beschäftigt, auf dem eigentlichen Gebiet der Psychiatrie aber kaum betätigt. Seine Arbeiten über Aufbau und Abbau der Großhirnleistungen und ihre anatomischen Grundlagen werden stark angefochten. […] So sehr ich de Crinis persönlich schätze, so kann ich mich nach eingehenden Erkundigungen nicht davon überzeugen, daß er als Psychiater den Anforderungen der hiesigen Klinik gewachsen wäre.“

Die von Siebeck angesprochenen Erkundigungen bestanden in einer Umfrage bei sämtlichen Fachkollegen an deutschen Hochschulen. Diese ergab eine lediglich zweimalige Nennung von de Crinis’ Namen. Der einzige Fachvertreter, der sich dezidiert für ihn ausgesprochen hatte, war Carl Schneider aus Heidelberg, der sich später als T4-Gutachter maßgebend an den NS-Krankenmorden beteiligte.
Aber ebenso wie vorher in Köln setzte sich auch jetzt das Ministerium, nicht zuletzt bestärkt durch die starke Unterstützung durch die NS-Dozentenschaft, gegenüber der Fakultät durch und ernannte de Crinis zum 1. November 1938 zum Professor für Psychiatrie und Neurologie sowie zum Direktor der Nervenklinik der Charité.

### Referent im Reichsministerium für Wissenschaft, Erziehung und Volksbildung
1939 wurde de Crinis Mitglied des Kuratoriums des Kaiser-Wilhelm-Institut für Hirnforschung. Im folgenden Jahr ernannte ihn Minister Bernhard Rust zum 1. Januar 1940 zum Nachfolger von Ernst Bach, der ein Ordinariat in Marburg übernahm und sich maßgeblich für die Berufung de Crinis nach Berlin eingesetzt hatte. Unter Belassung seiner Ämter als Hochschullehrer und Klinikdirektor wurde de Crinis im Ministerium als Referent für medizinische Sachfragen eingesetzt. In dieser Funktion konnte er sich auch zu Problemen der medizinischen Ausbildung und den damit zusammenhängenden Berufungsfragen als fachkompetent mit entsprechenden Gewicht äußern. Eine enge fachliche Zusammenarbeit fand mit dem Reichsgesundheitsführer der NSDAP und Staatssekretär für Gesundheitswesen im Reichsinnenministerium Leonardo Conti statt. Kontakte bestanden ebenfalls zum Reichsarzt Ernst-Robert Grawitz. 1944 wirkte er zugleich im Beirat des Bevollmächtigten für das Gesundheitswesen Karl Brandt.
Für seine Verdienste um die nationalsozialistische Bewegung wurde de Crinis mit dem Goldenen Parteiabzeichen der NSDAP ausgezeichnet.
Nach dem umstrittenen „Englandflug“ des Führerstellvertreters Rudolf Heß am 10. Mai 1941 wurde de Crinis mit der Erstellung eines psychiatrischen Gutachtens beauftragt, um die politisch opportune Diagnose „Geisteskrankheit“ zu stützen. Im Auftrag von Walter Schellenberg soll er kurz vor Kriegsende auch den Gesundheitszustand von Außenminister Joachim von Ribbentrop sowie von Hitler – sicherlich ohne Untersuchung der Genannten – beurteilt haben. Bei Hitler habe er die Parkinsonsche Krankheit diagnostiziert, wie er Anfang 1945 in einem Gespräch mit Graf Folke Bernadotte erklärte, ein medizinisches Gutachten für eine Amtsenthebung zugunsten Himmlers jedoch abgelehnt.

### Beteiligung an der Planung der nationalsozialistischen Kranken- und Behindertenmorde
Max de Crinis zählte als einflussreichster Nationalsozialist im Gefüge der deutschen Psychiatrie zu den Protagonisten der nationalsozialistischen Kranken- und Behindertenmorde, wie sie in der Kinder-„Euthanasie“, der Aktion T4 und der nachfolgenden dezentralen „Aktion Brandt“ realisiert wurden. Obwohl er bei der Planung und Organisation der Kranken- und Behindertenmorde kein offizielles Amt einnahm, ist doch seine maßgebliche Rolle aufgrund seiner Stellung und auch aus dem noch erhaltenen Schriftverkehr zur „Aktion Brandt“ belegbar. Die diesbezüglichen Akten der Charité wurden allerdings nach Kriegsende vom damaligen Ärztlichen Direktor Friedrich Hall teilweise vernichtet.
Zur organisatorischen und fachlichen Vorbereitung der ersten Phase der Erwachsenen-„Euthanasie“ (Aktion T4) etablierte sich ein Kreis ausgesuchter Psychiater, der sich am 10. August 1939 in Berlin traf und dem neben den weiteren Hauptakteuren wie Philipp Bouhler, Viktor Brack, Hans Hefelmann, Herbert Linden, Karl Brandt, Werner Heyde, Carl Schneider, Hans Heinze auch de Crinis angehörte. Zu den Aufgaben dieses Kreises zählte auch die Anwerbung von geeignetem „Fachpersonal“. In einem Treffen Anfang Februar 1940 in Berlin sollten geladene Ärzte als Gutachter für die Aktion T4 gewonnen werden. Nach Aussage des späteren T4-Gutachters Friedrich Mennecke zählte auch de Crinis zu diesem Anwerbergremium:

„[…] Dann wurden wir gefragt, ob wir bereit seien, als Untergutachter […] mitzuwirken. Es ist nicht der einzelne gefragt worden, sondern es wurde in dem Kreis, wie wir so saßen, mehr im offenen Colloquium, dieses ganze Thema behandelt. Es beteiligten sich in der Hauptsache an diesem Colloquium die älteren Herren, Professor Nietzsche [Nitsche d.V.] und Faltlhauser, dann ein Herr, dessen Name ich nicht mehr weiß, der aber möglicherweise der Professor Dekrinis [de Crinis d.V.] aus Berlin gewesen ist. Ich kenne ihn nicht persönlich, und das Resumé dieses Colloquiums war, daß man unter diesen Umständen doch diese Maßnahmen mitmachen und unterstützen könne. Gegen die Maßnahmen hat keiner Bedenken geäußert. […]“

Zur Beteiligung de Crinis’ an der zweiten Phase der „Euthanasie“-Morde existieren schriftliche Belege. Am 25. August 1943 wandte sich der ärztliche Leiter der T4-Organisation Hermann Paul Nitsche wie folgt an de Crinis:

„Was unsere Aktion bei Prof. Br. [Brandt d.V.] anlangt, so […] hat er mir durch Herrn Blankenburg die Ermächtigung erteilt, im Sinne meines ihm mündlich gemachten E. [Euthanasie d.V.] –Vorschlages vorzugehen.“

Am 30. Oktober 1943 schrieb Nitsche erneut an de Crinis:

„Sie erinnern sich, daß ich Prof. Br., als wir beide Ende Juni bei ihm waren, einen ganz konkreten Vorschlag in der E-Frage machte.“

Nach Zustimmung Brandts setzte Nitsche am 17. August 1943 eine Besprechung mit ausgewählten Psychiatern an, auf der die dezentralisierte Krankentötung durch Injektionen überdosierter Medikamente festgelegt wurde. Die Zahl der Tötungen wurde in das Ermessen der örtlichen Anstaltsärzte gelegt.
De Crinis’ bedeutende Rolle bei der Planung und Durchführung der Krankenmorde gilt als gesichert. So wird er als „graue Eminenz“ der „Euthanasie“-Organisation bezeichnet und als Kontaktperson zu den anderen Reichsbehörden. Auch am Entwurf von Hitlers Ermächtigungsschreiben vom 1. September 1939 und den Beratungen über ein (nicht zustande gekommenes) „Euthanasie-Gesetz“ soll de Crinis beteiligt gewesen sein. Die laufenden Tötungen im Rahmen der Kinder-„Euthanasie“ waren ihm sicherlich ebenso bekannt.
Thomas Beddies vom Institut für Geschichte der Medizin im Zentrum für Human- und Gesundheitswissenschaften der Charité-Universitätsmedizin Berlin kommt zu folgendem Resumé:

„Es kann letztlich nicht bezweifelt werden, daß de Crinis qua seiner zahlreichen Funktionen und Ämter und auch über persönliche Kontakte umfassend über die Krankentötungen und auch über die Medizin-Verbrechen in den Konzentrationslagern informiert und auch beteiligt gewesen ist.“

Nach Angaben des zwangsverpflichteten elsässischen Chirurgen Adolphe Jung, der zwischen 1942 und 1945 Privatassistent von Ferdinand Sauerbruch war, gab de Crinis am 15. Februar 1945 gegenüber Sauerbruch an, die SS habe in einem Konzentrationslager bei Berlin insgesamt 8000 Häftlinge umgebracht.

### Kriegsende und Tod
De Crinis ging am 21. April 1945 noch ein letztes Mal in seine nach Berlin-Buch ausgelagerte Klinik und erwartete dann in seiner Villa am Wannsee den Einmarsch der Roten Armee. Am 1. Mai 1945 versuchte er, zusammen mit seiner Frau die Front nach Westen in seinem Wagen zu durchbrechen. Der Versuch scheiterte jedoch am Teltowkanal. De Crinis und seine Ehefrau begingen daraufhin am 2. Mai 1945 gemeinsamen Selbstmord durch mitgeführtes Zyankali.
De Crinis wurde am 18. August 1945 auf dem Südwestkirchhof Stahnsdorf bei Berlin beerdigt. Zusammen mit 1.112 Opfern der Gewaltherrschaft wurde er 1995 aus unbekannten Gründen auf die Stahnsdorfer Anlage für die „Opfer von Krieg und Gewaltherrschaft“ umgebettet. Zwischenzeitlich hat allerdings nach Protesten das Land Berlin entschieden, diese Umbettung de Crinis’ wieder rückgängig zu machen.

## Auszeichnungen
- Ehrenzeichen für Verdienste um das Rote Kreuz II. Klasse mit Kriegsdekoration (1916)[36]
- Ehrenmitglied der Wiener Medizinischen Gesellschaft (2. Oktober 1942)[37]

## Veröffentlichungen
- (mit Hermann Pfeiffer): Zur Ätiologie und Pathogenese gewisser Psychoneurosen. 1913.[38]
- Gerichtliche Psychiatrie. (Handbücherei für den Öffentlichen Gesundheitsdienst, Band 15). Berlin : Carl Heymanns Verlag 1938 Digitalisat der Niederschlesischen Digitalen Bibliothek Wroclaw